# Claudio Bertoni
Claudio Bertoni Lemus (Santiago, 11 de febrero de 1946) es un poeta, fotógrafo y artista visual chileno.

## Biografía
Estudió en el Liceo Alemán y luego ingresó en la facultad de Filosofía de la Universidad de Chile, que abandonó pronto, después de conocer a la poetisa y artista Cecilia Vicuña, que se convertiría en su pareja por varios años. También realizó estudios de Música en el Conservatorio Nacional. A principios de los años setenta, se dedicó a la música (fue percusionista de Fusión, primer grupo de jazz-rock chileno), la fotografía y a la escritura.
Pasó algunas temporadas becado en Estados Unidos (1964, American Field Service en Denver; 1993, Beca Guggenheim). Vivió asimismo en Europa (adonde viajó con Vicuña en 1972), principalmente en Londres y París (1972-76). Precisamente en Gran Bretaña, en 1973, publicó su primer libro, El cansador intrabajable.
Ha realizado importantes exposiciones fotográficas en el Museo Nacional de Bellas Artes de Santiago (1995  Peligro a medio metro; 1998 Desnudos en el Museo) y participado en muestras colectivas en Alemania, Colombia, Ecuador, España, Estados Unidos, Gran Bretaña, Holanda, México, Portugal y Suiza.
Es uno de los primeros chilenos que tradujo a Charles Bukowski.
Vive en Concón desde que regresó a Chile, en 1976. Hoy graba sus creaciones, y continúa escribiendo en su diario.

Haría falta una definición del silencio como locuacidad e incluso estridencia o aullido, para entenderlo como lo entiende este poeta que es músico, que es un fotógrafo; y todo ello porque es un practicante de lo que llamó Kerouac "un género de vieja y nueva locura poética Zen". [...] Su poesía hecha de fragmentos de un diario incesante -work in progress- de un implosivo, explosivo y acumulativo proceso de maduración, calla porque se mueve, casual y libremente, en el mundo de las relatividades (..."del revoltijo y la mentira") negándose a la falsedad de la trascendencia y de ciertos saberes fraudulentos. Excomunión de la pedantería, destierro de la gravedad, color local cambiante a tono con sus obsesiones errátiles, egotismo del antiego, cachondeos del goliardo que hace la alquimia de la delicadeza con los ingredientes fecales del lenguaje
Enrique Lihn.

## Libros publicados
- El cansador intrabajable, Beau Geste Press, Devon, 1973
- El cansador intrabajable II, Las Ediciones el Ornitorrinco, Santiago, 1986
- Sentado en la cuneta, Editorial Carlos Porter, Santiago, 1990
- Ni yo, Editorial Cuarto Propio, Santiago, 1996 (Premio de poesía de Premio Mejores Obras Literarias Publicadas)
- De vez en cuando, LOM Ediciones, Santiago, 1998
- Una carta, Cuarto Propio, Santiago, 1999
- Jóvenes buenas mozas, Cuarto Propio, Santiago, 2002
- Harakiri, Cuarto Propio, Santiago, 2005 (Premio Mejores Obras Literarias Publicadas otorgado por el Consejo Nacional del Libro y la Lectura)
- No faltaba más, Cuarto Propio, Santiago, 2005
- Dicho sea de paso, antología, edición de Andrés Braithwaite con prólogo de Álvaro Bisama; Ediciones UDP, Santiago, 2006
- En qué quedamos, breve antología de poemas escritos entre 1973-2006; Ediciones Bordura, Santiago, 2007
- Rápido antes de llorar. Cuadernos 1976-1978, selección y prólogo de Vicente Undurraga; Ediciones UDP, Santiago, 2007
- El cansador intrabajable, versión que reúne las dos anteriores en un solo volumen; edición y prólogo de Vicente Undurraga, Ediciones UDP, Santiago, 2008
- Piden sangre por las puras, Cuarto Propio, Santiago, 2009
- Chilenas, fotografía, Ocho Libros Editores, Santiago, 2009
- Desgarraduras. Intervenciones fotográficas, Quilombo Ediciones, Concón, 2009
- Fragmentos escogidos, recopilación de entrevistas, selección y edición de Cecilia Castro y Rosario Garrido; Ediciones Tácitas, Santiago, 2010
- El tamaño de la verdad. Poemas 2008, Cuarto Propio, Santiago, 2011
- ¿A quién matamos ahora? Cuadernos 1972-1973, selección de Vicente Undurraga; Ediciones UDP, Santiago, 2011
- Qué culpa tengo yo, antología, Editorial de la Universidad de Talca, Talca, 2012
- Adiós, Ediciones UDP, Santiago, 2013
- Desnudos 1973 - 2008, Ocho Libros, Santiago, 2013
- No queda otra, Cuarto Propio, Santiago, 2014
- Antología. 1973-2014, selección de Vicente Undurraga con prólogo de Rafael Gumucio; Editorial Lumen, Santiago, 2015
- Sentado en la cuneta. Una carta, los dos poemarios reunidos en un solo volumen, en el que Bertoni, después de haber modificado el primero de ellos en ocasiones -para las ediciones antológicas de UDP 2006 y de la Universidad de Talca 2012-, vuelve al texto original;[3] Alquimia Ediciones, Santiago, 2016
- Nadie muere, Editorial de la Universidad de Talca, Talca, 2017. ISBN 978-956-329-064-6.
- ¿Puede aceptarse todo esto?, Tajamar Editores, Santiago, 2017. ISBN 9789563660029.
- Una conversación con Claudio Bertoni, varios autores, Overol, Santiago, 2017. ISBN: 978-956-9667-15-2.
- The price of love, Pequeño Dios Editores, 2018. ISBN 978-956-8558-54-3.
- Cabro chico, Lumen, 2018. ISBN 978-956-8856-79-3.
- Violeta, Overol, Santiago, 2019. ISBN 978-956-9667-38-1.
- Poesía reunida, Ediciones UDP, Santiago, 2020. ISBN: 978-956-3144-80-2.
- Cero, Overol, Santiago, 2020. ISBN 978-956-9667-76-3.
- Miércale, Overol, Santiago, 2022. ISBN 978-956-6137-09-2.
- Novela, Overol, Santiago, 2023. ISBN 978-956-6137-54-2

## Premios y distinciones
- 1980 Tercer lugar en el Concurso Nacional de Poesía organizado por la revista La Bicicleta
- 1982 Beca de la Fundación Amigos del Arte (Chile)
- 1984 Beca de la Fundación Amigos del Arte (Chile)
- 1991 Primera Mención en el Premio Municipal de Poesía, Santiago
- 1993 Beca Guggenheim por su trabajo como fotógrafo
- 1997 Premio Mejores Obras Literarias Publicadas por Ni yo (Consejo Nacional del Libro y la Lectura)
- 1997 Mención Honrosa, Premio Municipal de Poesía, Santiago
- 2000 Finalista del Premio Altazor de Poesía con Una carta
- 2003 Finalista del Altazor de Poesía con Jóvenes buenas mozas
- 2005 Finalista del Altazor de Poesía con Harakiri
- 2005 Premio Mejores Obras Literarias Publicadas por Harakiri (Consejo Nacional del Libro y la Lectura)
- 2005 Finalista del Altazor de Artes Visuales, categoría Fotografía, con la muestra Chilenas de 35 fotos
- 2006 Finalista del Altazor de Poesía con No faltaba más
- 2008 Finalista del Altazor de Poesía con En qué quedamos
- 2010 Premio Nacional del Humor, entregado por la Universidad Diego Portales
- 2010 Finalista del Altazor de Poesía con Piden sangre por las puras